# Gutenberg (Naturschutzgebiet)
Der Gutenberg ist ein Naturschutzgebiet in Dertingen, einem Stadtteil von Wertheim im Main-Tauber-Kreis in Baden-Württemberg.

## Geographie
Das Naturschutzgebiet liegt auf der Gemarkung des Wertheimer Stadtteils Dertingen.

## Geschichte
Mit einer Verordnung des Regierungspräsidiums Stuttgart über das Naturschutzgebiet Gutenberg vom 22. Oktober 1984 wurde das Schutzgebiet ausgewiesen. 6,3 Hektar im mittleren und südlichen Teil standen bereits seit 1975 als Scholwald unter Schutz (Waldschutzgebiet Gutenberg).
Durch die Ausweisung des Naturschutzgebiets Gutenberg verringerte sich die Fläche des Landschaftsschutzgebiets Wertheim um 12 Hektar.
Seit 2002 läuft ein Versuch mit Eselbeweidung. Die Schwarzkiefernbestände wurden vom Forstamt etwas zurückgenommen.

## Schutzzweck
Schutzzweck des Naturschutzgebiets ist die Erhaltung und Pflege eines hochwertigen Säkundärbiotops aus einem Mosaik von Standorten und einer Wärme und Trockenheit liebenden Pflanzen- und Tierwelt. Pflegeziel ist es, die Magerrasenflächen offenzuhalten. Das erfordert von Zeit zu Zeit das Auslichten von Kiefer, Schlehe und Wacholder (Regierungspräsidium Stuttgart).

## Beschreibung
Das Schutzgebiet ist durch ein innerstandörtlich rasch wechselndes Mosaik von Lebensgemeinschaften gekennzeichnet. Es ist ein Beispiel eines hochwertigen Sekundärbiotopes (Steinbruch).